# AIGLX

GLX and AIGLX versus direct rendering.

AIGLX(Accelerated Indirect GLX)는 X.Org와 DRI 드라이버가 간접 GLX 렌더링이 가능하도록 래드햇과 페도라 커뮤니티에서 개발한 오픈 소스 프로젝트이다. AIGLX는 원격 X 클라이언트가 GLX 프로토콜로 완전히 하드웨어 가속된 렌더링이 가능하게 한다. 동시에 하드웨어 가속을 사용하는 (컴피즈같은) OpenGL 컴포지트 창 관리자는 AIGLX의 개발이 요구되었다. 페도라에 기본적으로 포함되어 있다.

## AIGLX를 지원하는 그래픽 드라이버

### ATI
오래된 그래픽 카드는 X.Org의 공식 레이디언 드라이버로 오랫동안 지원하고 있다. ATI의 독점 드라이버는 fglrx 8.42 버전부터 AIGLX를 지원한다. 최신 컴피즈와 X.Org를 사용하는 사용자는 불안정과 문제점이 제기하지만, 드라이버와 관련된 문제인지, 컴피즈나 X.Org 문제인지는 명확하지 않다. 만약 컴피즈 + ATI 독점 드라이버를 사용한 시스템이 불안정하다면, 다음 버전을 발표할 때까지 기다려야 한다.

### 엔비디아
엔비디아는 자체적인 GL, GLX 아키텍처를 통해 AIGLX를 오랫동안 지원하였으며 표준 다이렉트 렌더링 인프라 구조를 이용하지 않는다.

### 인텔
인텔은 추가를 용이하게 하는 오픈 소스 드라이버를 제공함으로써 AIGLX는 오랫동안 X.Org의 공식 인텔 드라이버의 일부로 지원되어 왔다.

## 같이 보기
- OpenGL
- XGL
- X 윈도 시스템
- 컴피즈